# Jiří Zídek (cestista 1944)
Jiří Zídek (Praga, 8 febbraio 1944 – Praga, 21 maggio 2022) è stato un cestista e allenatore di pallacanestro cecoslovacco.
Era il padre di Jiří Zídek jr.

## Carriera
Con la Cecoslovacchia ha disputato i Giochi olimpici di Monaco 1972, due edizioni dei Campionati mondiali (1970, 1974) e sei dei Campionati europei (1963, 1965, 1967, 1969, 1971, 1973).

## Palmarès

### Giocatore
- Campionato cecoslovacco: 6

Slavia VŠ Praga: 1964-65, 1965-66, 1968-69, 1970-71, 1971-72, 1973-74
- Coppa delle Coppe: 1

Slavia VŠ Praga: 1968-69